# Вранино
Вранино е село в Североизточна България. То се намира в община Каварна, област Добрич.

## География
Тук има най-големи запаси на черни въглища. До село Македонка

## История
Начално учлище в селото е открито под името „Св.Св. Кирил и Методий“ през 1866 г.

## Население
Преброяване на населението през 2011 г.
Численост и дял на етническите групи според преброяването на населението през 2011 г.:
|                     | Численост | Дял (в %) |
| Общо                | 240       | 100,00    |
| Българи             | 83        | 34,58     |
| Турци               | 0         | 0,00      |
| Цигани              | 22        | 9,16      |
| Други               | 0         | 0,00      |
| Не се самоопределят | 0         | 0,00      |
| Неотговорили        | 133       | 55,41     |

## Личности
- Йордан Пекарев - учителства в селото в края на XIX век.